# Томмі Бут
Томмі Бут (англ. Tommy Booth, нар. 9 листопада 1949, Міддлтон) — англійський футболіст, що грав на позиції захисника. По завершенні ігрової кар'єри — тренер.
Виступав, зокрема, за клуб «Манчестер Сіті», а також молодіжну збірну Англії.
Володар Кубка Англії. Дворазовий володар Кубка англійської ліги. Володар Кубка Кубків УЄФА.

## Клубна кар'єра
Народився 9 листопада 1949 року в місті Міддлтон. Вихованець футбольної школи клубу «Манчестер Сіті». Дорослу футбольну кар'єру розпочав 1967 року в основній команді того ж клубу, в якій провів чотирнадцять сезонів, взявши участь у 382 матчах чемпіонату. Більшість часу, проведеного у складі «Манчестер Сіті», був основним гравцем захисту команди. За цей час виборов титул володаря Кубка Кубків УЄФА.
Завершив ігрову кар'єру у команді «Престон Норт-Енд», за яку виступав протягом 1981—1984 років.

## Виступи за збірну
Протягом 1969–1976 років залучався до складу молодіжної збірної Англії. На молодіжному рівні зіграв у 4 офіційних матчах.

## Кар'єра тренера
Розпочав тренерську кар'єру невдовзі по завершенні кар'єри гравця, 1985 року, очоливши тренерський штаб клубу «Престон Норт-Енд». Наразі досвід тренерської роботи обмежується цим клубом.

## Титули і досягнення
- Володар Кубка Англії (1):

«Манчестер Сіті»: 1968-1969
- Володар Кубка англійської ліги (2):

«Манчестер Сіті»: 1969-1970, 1975-1976
- Володар Кубка Кубків УЄФА (1):

«Манчестер Сіті»: 1969-1970